# Asphondylia menaschei
Asphondylia menaschei är en tvåvingeart som beskrevs av Mani 1937. Asphondylia menaschei ingår i släktet Asphondylia och familjen gallmyggor. Inga underarter finns listade i Catalogue of Life.